# Не відпускай (пісня)
«Не відпускай» — пісня української співачки ILLARIA, що була записана як бонус-трек до альбому Вільна, та видана як сингл на початку 2013 року. У липні того ж року відбулася прем'єра офіційного кліпу до пісні.

## Відеокліп
Відео було представлене 18 липня 2013 року на сайті YouTube та завантажене з офіційного профілю співачки. На початку відео показано двох дітей (хлопця та дівчину), що разом сідають у човен та намагаються зрушити з берега, але дівчину забирає з човна її батько. Після цього хлопець відпливає від берега на глибину, і тоді вже у човні показано Ілларію замість дівчини, та дорослого чоловіка замість хлопця, що намагається перепливти річку. Образи «дорослих» та «дітей» переплітаються протягом всього відео і є символами взаємного кохання. Наприкінці показано дітей, що відпливають на човні разом. Найперша прем'єра кліпу відбулася у галереї «Гама». У 2013 відео потрапило до ефіру телеканалу Star TV.

Сама співачка прокоментувала ідею відео таким чином:
|                       | Сюжетом кліпу є історія дитячого кохання. Головна роль у рудоволосої дівчини, заради якої я перефарбувала волосся. Акторку до кліпу підбирали дуже довго, поки режисер не побачила її у метро. Насправді у нас багато спільного, - розповідає виконавиця. - Сподіваюсь, це буде такий хіт, як і пісня "Океан Ельзи" майже з однойменною назвою - "Відпусти". Але моя пісня більш світла і жіночна про протилежні почуття". |
| — Ілларія у інтерв'ю, | |

.